# Hiddessenhof

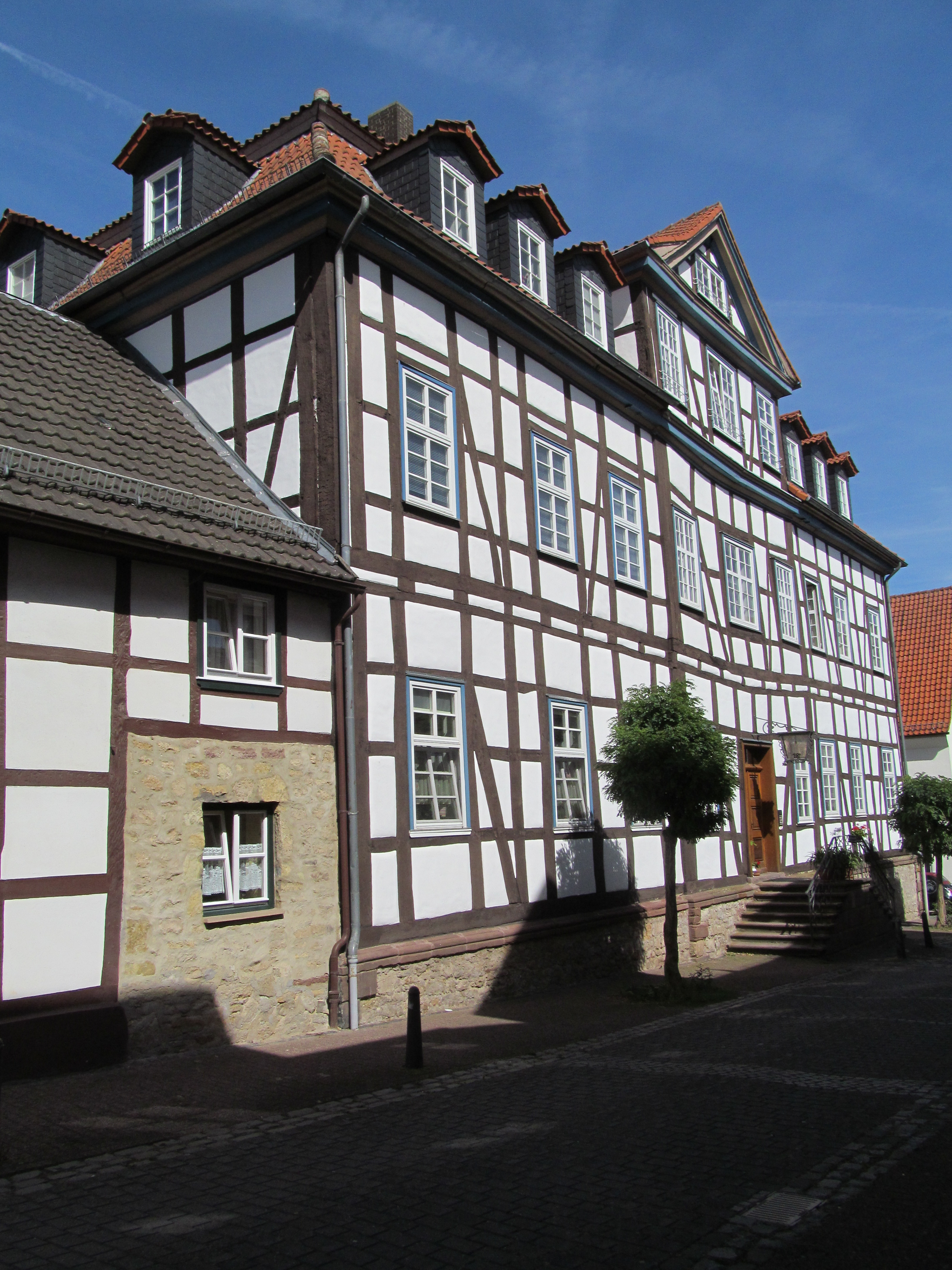
Der ehemalige Hiddessenhof in Warburg, Ansicht von der Unterstraße (2018)

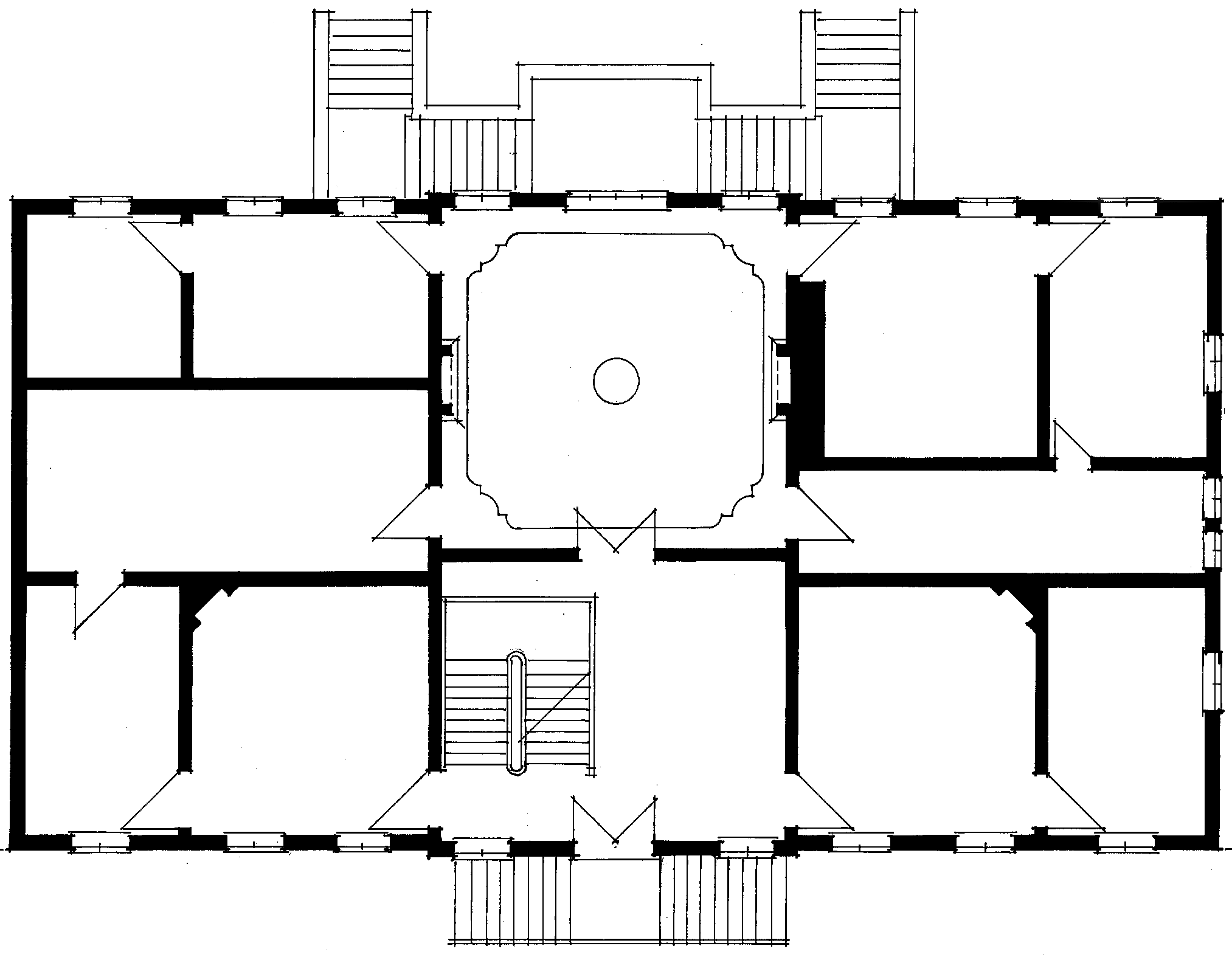
Ursprünglicher Grundriss des Obergeschosses

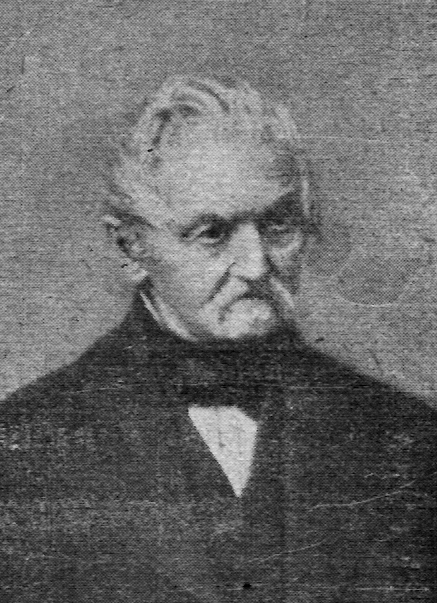
Wilhelm Otto von Hiddessen (ca. 1860)

Der Hiddessenhof ist ein historisches ehemaliges Stadtpalais in Warburg, Unterstraße 18. Es wurde im 18. Jahrhundert von Mitgliedern der Familie von Hiddessen erbaut und bewohnt und am 2. Mai 1985 in die amtlichen Liste der Baudenkmäler in Warburg eingetragen.

## Bau- und Nutzungsgeschichte
Die Familie von Hiddessen gehörte seit dem Mittelalter zu den mächtigsten Patrizierfamilien der Stadt Warburg. 1260 wurde bereits ein Konrad von Hiddessen als Bürgermeister der Neustadt genannt. Seitdem stellten sie immer wieder Ratsherren und Bürgermeister. 1585, während der Reformationszeit, erwarb sie vom Paderborner Abdinghofkloster den sogenannten „Steinhof“, Unterstraße 75, und war seitdem in der Straße ansässig.
Der Bau des stattlichen, neunachsigen Hiddessenhofes in der Unterstraße 18 wird nach bauhistorischen Kriterien auf die Zeit kurz vor der Mitte des 18. Jahrhunderts datiert. Bauherr war daher möglicherweise Petrus Ignatius von Hiddessen († 1787), der 1748 für 700 Taler mit Genehmigung des damaligen Fürstbischofes von Paderborn, Clemens August von Bayern („monsieur des cinq églises“) das erbliche Go- und Freigrafenamt erworben hatte. Während des Siebenjährigen Krieges wurde ihm und seinem Bruder, dem Neustädter Vikar Otto von Hiddessen, Spekulation mit Mehl vorgeworfen, was zu einem Tumult auf den Romhof führte. Nach der Insolvenz seines Enkels, des Landrates Wilhelm Otto von Hiddessen (1797–1890), wurde der Hiddessenhof 1847 zwangsversteigert.
Käufer war der ehemalige Bürgermeister Adam Rinteln, der vier Jahre zuvor wegen „fortwährenden Differenzen im Magistratskollegio und mit der Stadtverordnetenversammlung“ vorzeitig zurückgetreten war. 1920 erfolgte ein Ratsbeschluss, dass die Stadt das nun in Eigentum des Kaufmanns Franz Kohaupt und dem Bauunternehmers Eduard Rose stehende Haus für 60.000 RM zur Nutzung als Finanzamt kaufen soll. Eine Umsetzung des Beschlusses erfolgte jedoch nicht, sondern 1925 gab es einen Ratsbeschluss, den „sogenannten Rinteln’schen Besitz“, der zu der Zeit als Obdachlosenunterkunft genutzt wurde, wieder zu verkaufen.
Im Dezember 1925 erwarb der Fleischermeister August Reineke den Hiddessenhof für 12.000 Mark und baute den westlichen Teil als Fleischerei mit Ladengeschäft um. Möglicherweise wurde zu der Zeit auch der barocke Außenputz entfernt und das Fachwerk sichtbar gemacht. In den 1960er Jahren bezog die Fleischerei Reineke ein neues Ladenlokal in der Straße „Zwischen den Städten“.
1972 war der Hiddessenhof in der damals noch informellen Liste der Baudenkmale der Stadt Warburg verzeichnet. Er wurde dort als Baudenkmal von regionaler Bedeutung klassifiziert und war in einem sehr schlechten Zustand.
1979 erwarb Anne Drefahl, Beverungen, das Gebäude und ließ es nach Planung des Architekten Jochen Drefahl zu Wohnzwecken mit 12 Wohneinheiten inklusive Personenaufzug umbauen und modernisieren. Dabei wurde die ursprüngliche barocke Struktur mit den Enfiladen, dem geräumigen Treppenhaus und dem großen Saal durchgreifend verändert. Ausstattungsdetails wie die kräftig profilierten Barocktüren, frühklassizistischen Kamine und Reste der Deckenstuckaturen verschwanden. Einige Jahre später gab es einen neuen Eigentümer, der es heute noch als Mehrfamilienhaus bewirtschaftet.

Fotos 1979
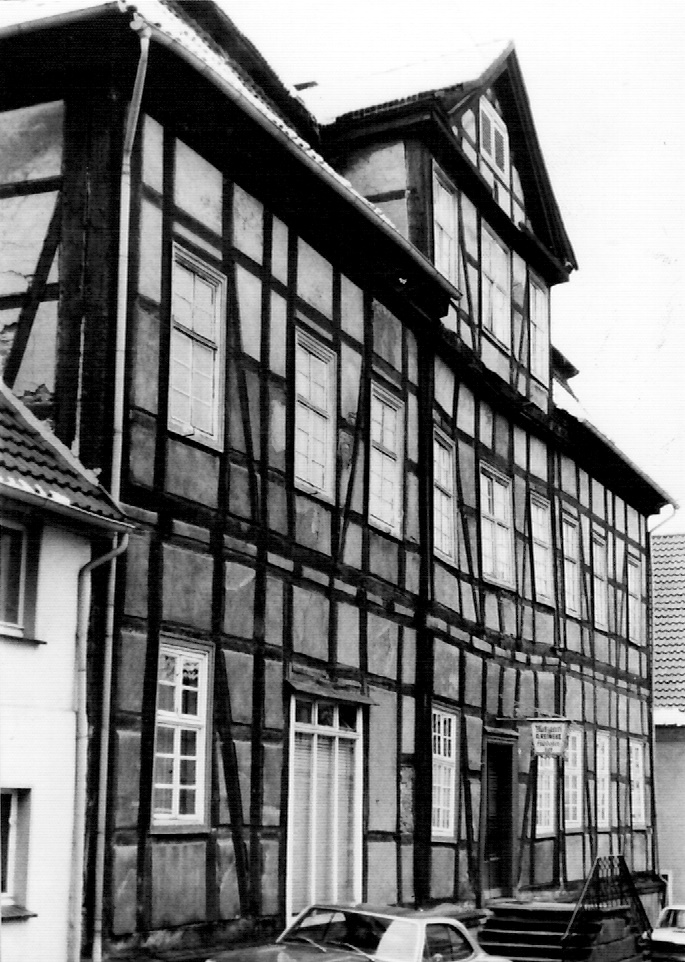
Fassade
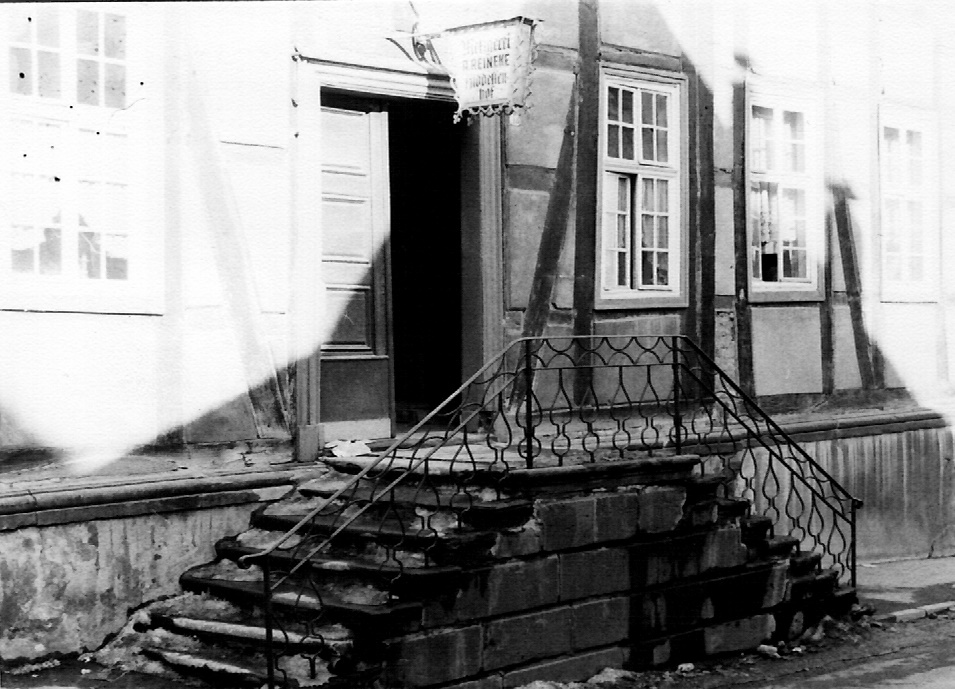
Freitreppe
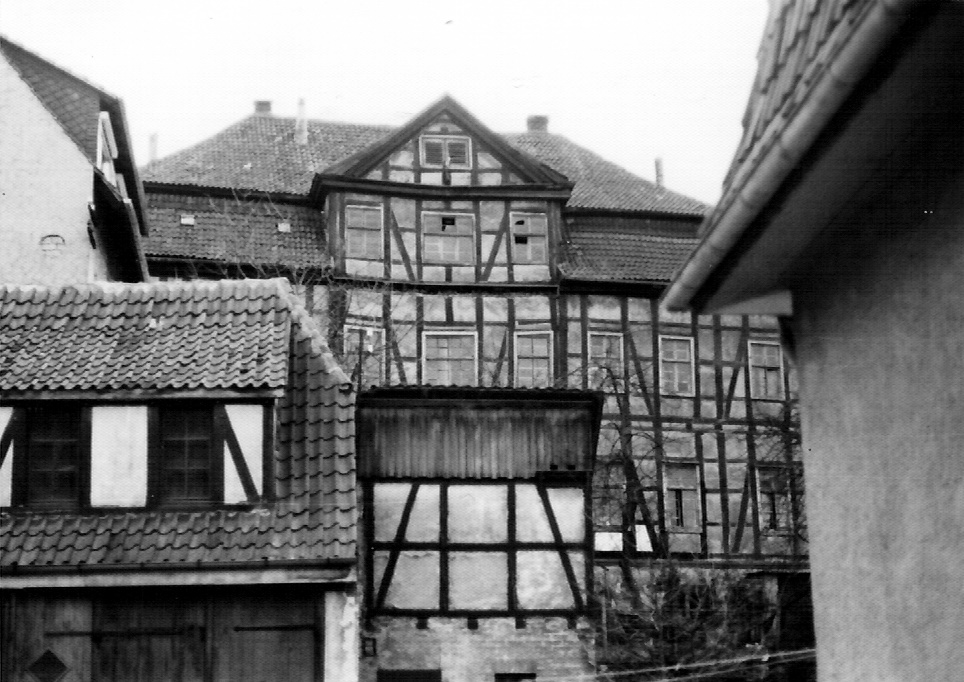
Hofseite
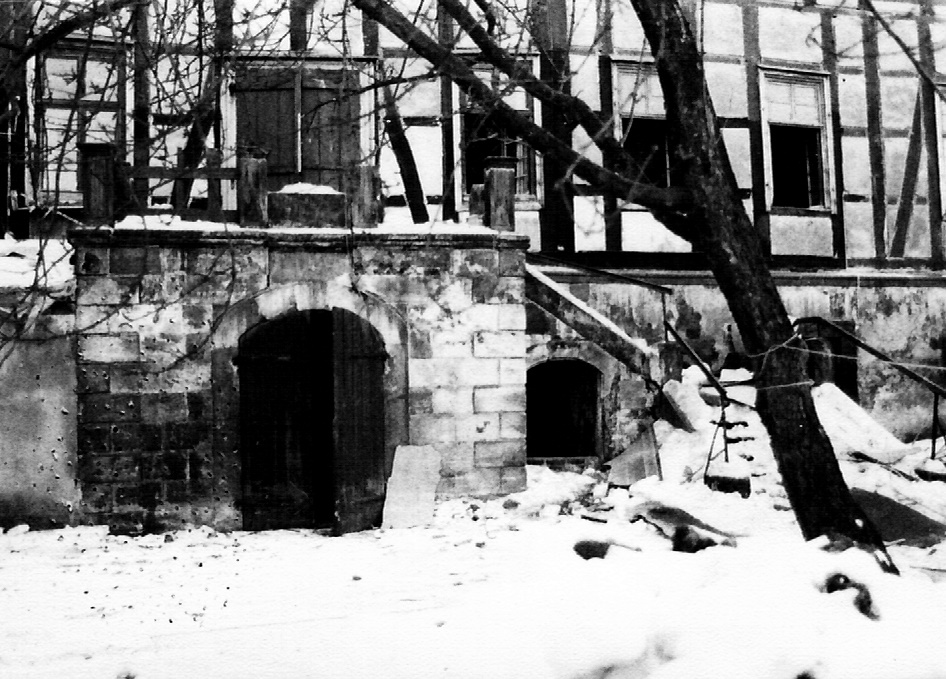
Freitreppe Hofseite
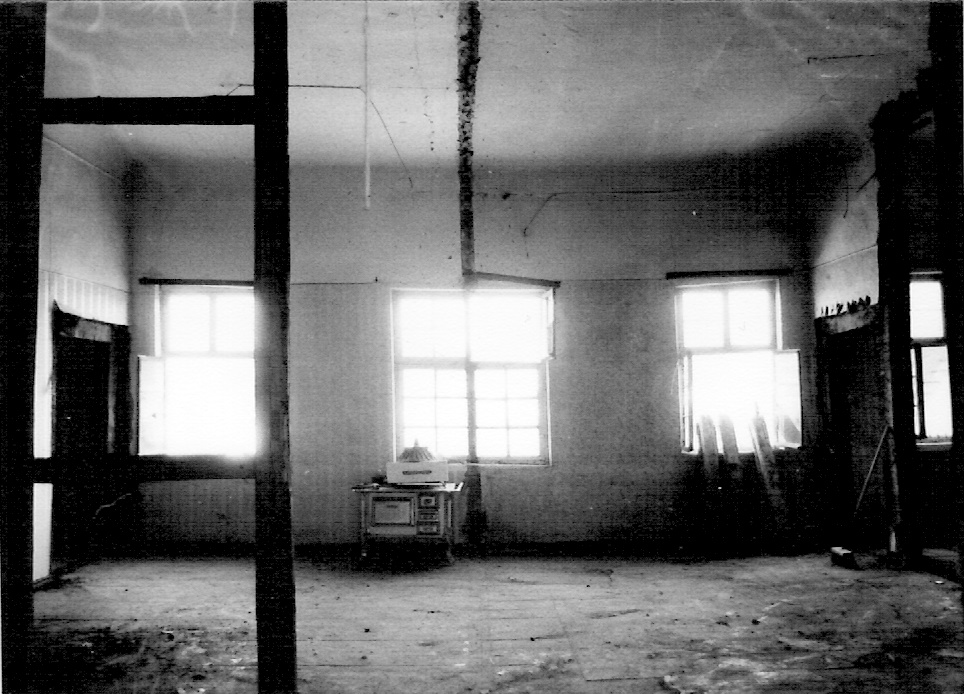
Festsaal

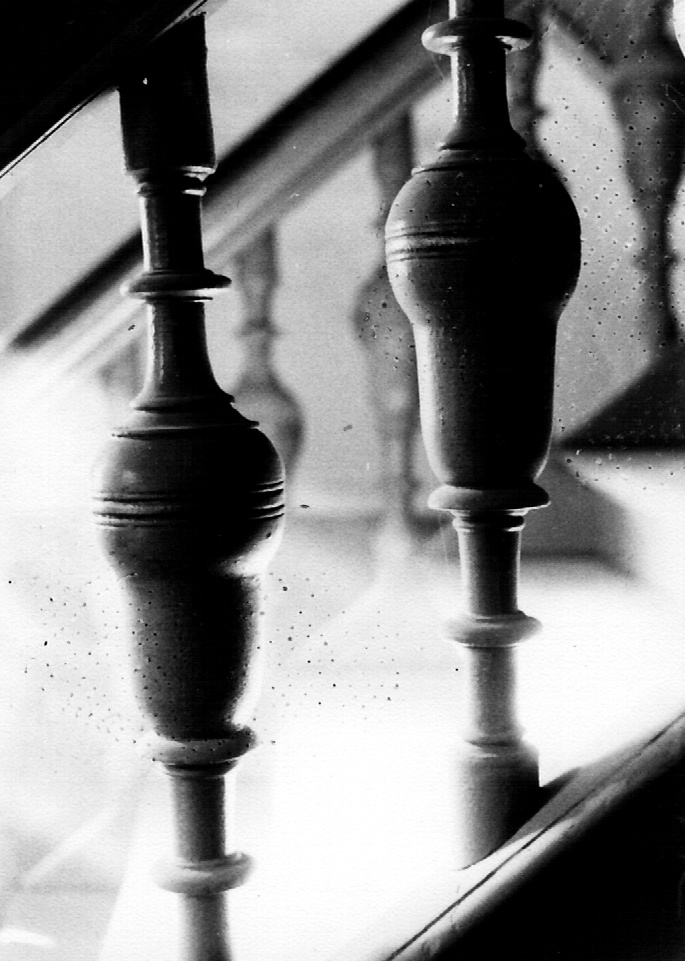
Baluster Treppengeländer
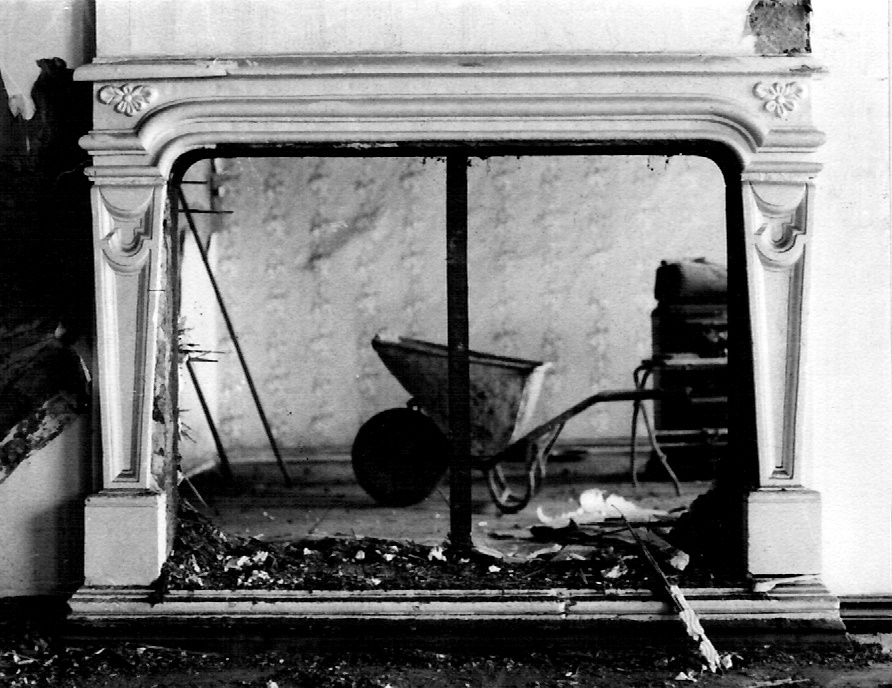
Kamin
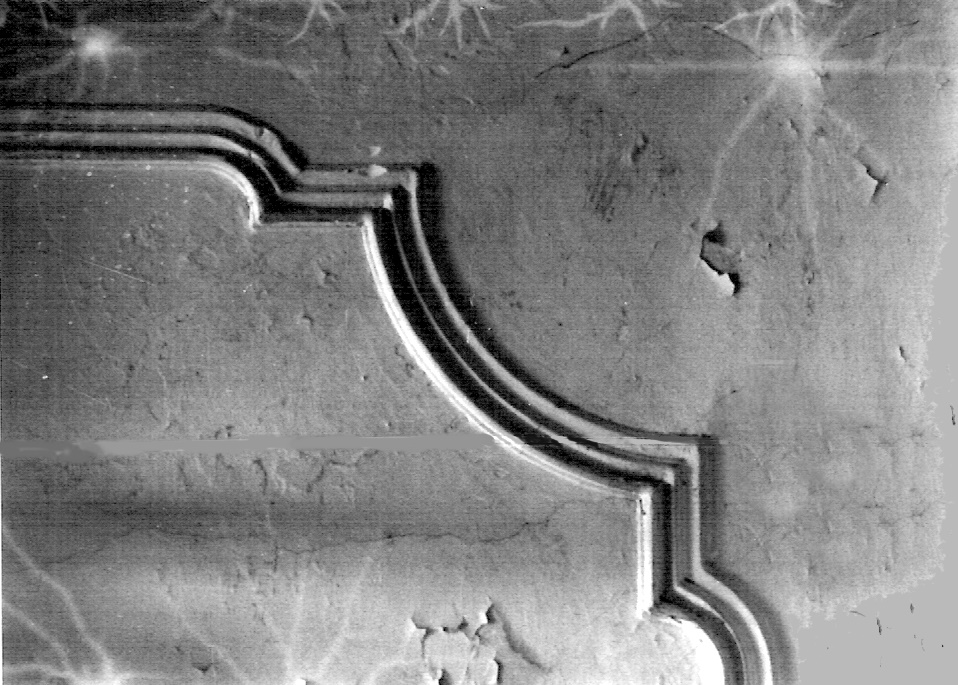
Stuckdecke Saal
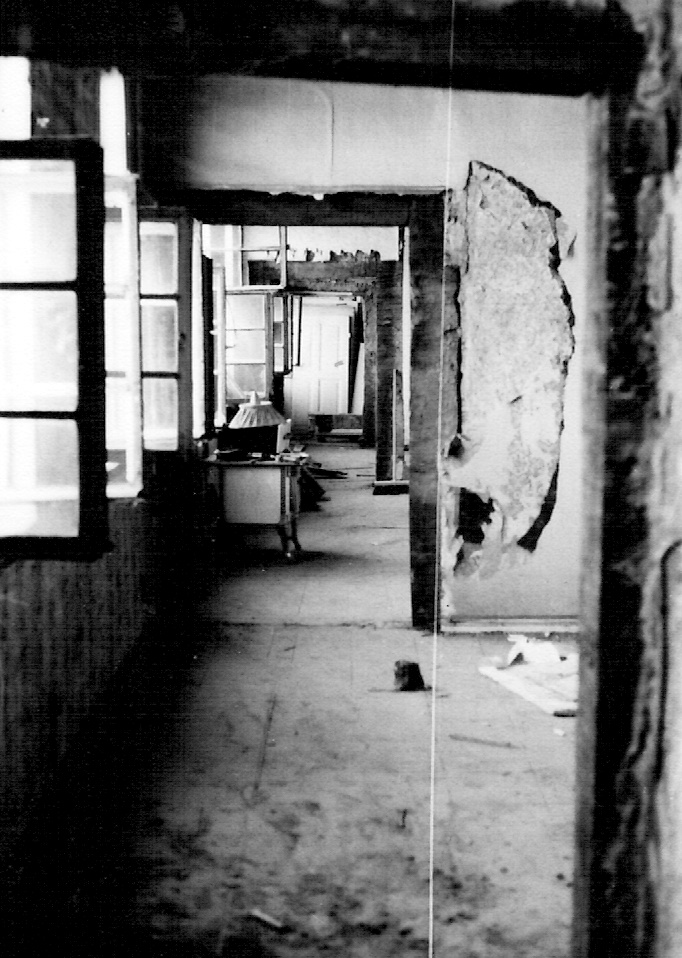
Enfilade
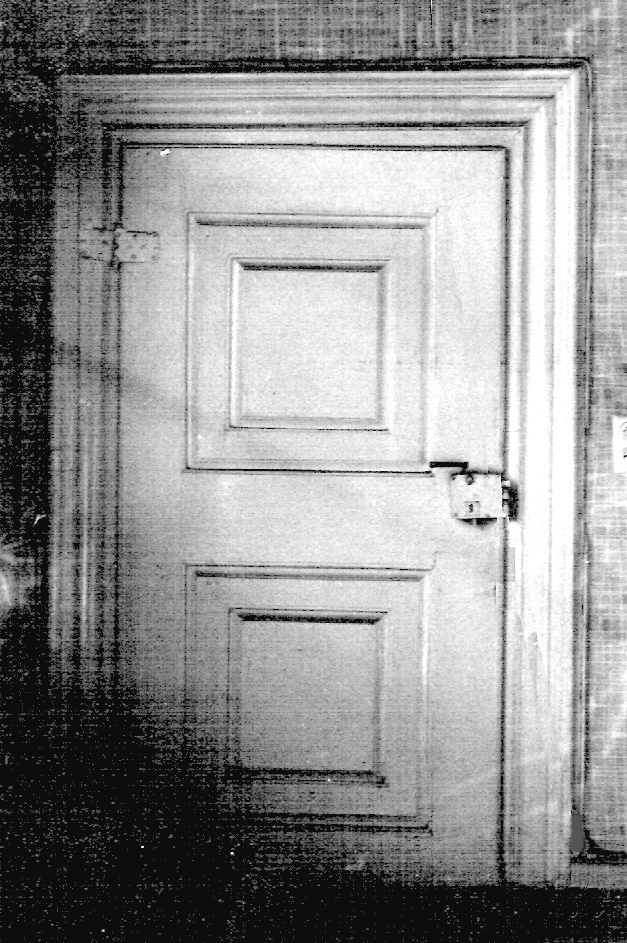
Tür

## Architektur
Es handelt sich um ein stattliches, zweigeschossiges, symmetrisch gebautes Fachwerkhaus mit leicht hervortretenden Mittelrisalit auf einem hohen steinernen Kellersockel. Das geräumigen, allseitig abgewalmte Mansarddach wird straßenseitig und hofseitig mittig durch einen dreiachsiges Zwerchhaus mit Dreiecksgiebel unterbrochen. Die Dachgauben stammen vom Umbau 1979/80.
Der Sockel besteht aus Kalkbruchstein, war wohl ursprünglich glattgeputzt und wird oben durch ein kräftig profiliertes Gesims aus rotem Wesersandstein abgeschlossen. Die Gebäudeecken und Ecken des Mittelrisalits, die Kellerfenstergewände und die zweiläufige Freitreppe auf der Straße sind ebenfalls aus rotem Werkstein aus Wesersandstein erstellt.
Die Außen- und Innenwände des Gebäudes bestehen aus kräftigem, dreifach verriegeltem Fachwerkständerwerk aus Eichenholz. An den Ecken sind die Ständer doppelt gestellt. Ursprünglich waren die Fachwerkfassaden – wie bei ähnlichen Herrenhäusern des Weserberglandes – flächig verputzt und hell gestrichen. Oben werden die Außenwände durch ein kräftiges Dachgesims abgeschlossen, das auch über die Mittelrisalite durchgeführt wird.
Die Kellerräume erstrecken sich unter dem Nordteil und Ostteil des Hauses und haben Kreuzgratgewölbe, die auf leicht nach Süden gerückten Sandsteinpfeilern ruhen. Im nordöstlichen Keller sind Kragsteine und Reste eines offenen Wandkamines erhalten, der auf eine frühere Nutzung als Küche schließen lässt. Das südwestliche Viertel der Grundfläche ist nicht unterkellert.
Durch die straßenseitige Freitreppe mit ihrem noch erhaltenen schmiedeeisernen Geländer in Balusterformen gelangt man durch eine ebenfalls noch original erhaltene, zweiflügliche Tür in die früher 7,40 m breite Eingangshalle. Sie enthält im westlichen Teil eine bis in das Dachgeschoss führende, repräsentativen Podesttreppe. Die weiteren Räume im ersten Geschosses war eher schmucklos gehalten und dienten wohl als Wohnungen für die Bediensteten und weitere Familienmitglieder. Später wurde es teilweise auch gewerblich durch die Schlachterei Reineke genutzt.
Das zweite Geschoss war das Hauptgeschoss, das sich als solches auch durch seine besondere Höhe der Räume zeigte. Die Erschließung der ursprünglich durch Enfiladen verbundenen Räume erfolgte von der hier ebenfalls 7,40 m breiten, straßenseitigen Treppenhalle. Im Zentrum der Gartenseite befand sich ein quadratischer, 7,40 × 7,40 m großer Festsaal, der durch eine Flügeltür von der Treppenhalle erschlossen und durch drei symmetrisch angeordnete Fenster von Norden her belichtet wurde. Er war mit einer in Teilen noch 1979 erhaltene Stuckdecke geschmückt. Die West- und Ostwände waren symmetrisch gestaltet und enthielten beide in sorgfältiger Steinmetzarbeit im Régencestil gestaltete offen Kamine, die mit Hermenpilastern eingefasst waren. Rechts und links führten je zwei kräftig profilierten Barocktüren in die privateren Gemächer.
Der Dachraum war ursprünglich nicht ausgebaut. Die erste Dachebene enthält einen liegenden Stuhl mit einer Reihe von gedoppelten Kopfbändern. Ein freiliegender Sparrenbalken zeigt noch Ornamente der zweiten Hälfte des 16. Jahrhunderts und wurde offenbar hier zweitverwendet.